# Franco monegasco
El franco (ISO 4217: MCF) fue la moneda oficial del Principado de Mónaco hasta el 1 de enero de 1999 , cuando cambió al euro. El franco se ha subdividido en 100 céntimos o 10 décimos. Las monedas del franco monegasco circularon junto con las monedas y billetes del franco francés con una tasa de cambio de 1 MCF = 1 FRF. Al igual que el franco francés, el franco monegasco se revaluó en 1960, a razón de 100 viejos francos = 1 nuevo franco. El tipo de cambio oficial del euro a franco era MCF 6,55957 = 1 EUR.

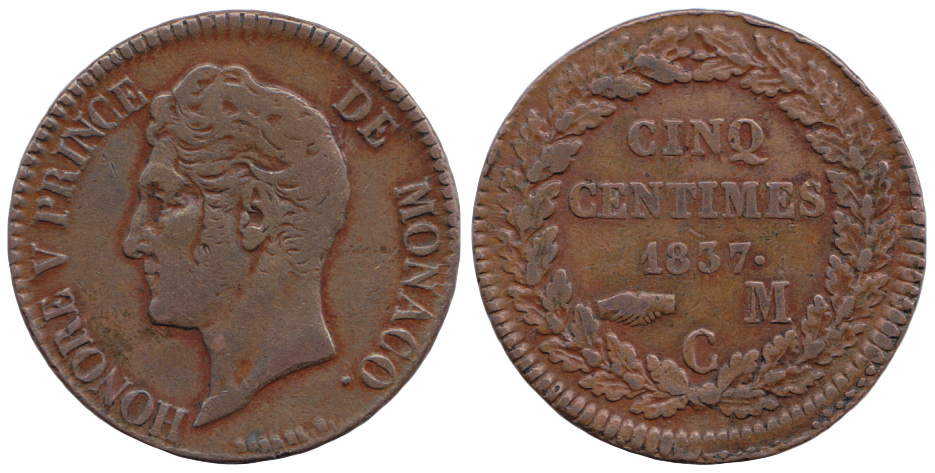
5 céntimos 1837, Honorato V. Cobre.

Hoy en día, las monedas monegascas tienen solo un valor numismático, incluida la fleurs de coins (monedas de alta calidad). El plazo para el intercambio de las monedas por euros ha caducado.
El franco monegasco fue moneda de curso legal en Mónaco, Francia y Andorra.

## Monedas
| Denominación | Año  | Forma    | Metal                             | Anillo             | Centro   | Anillo Central     |
| ------------ | ---- | -------- | --------------------------------- | ------------------ | -------- | ------------------ |
| 1 Céntimo    | 1976 | Circular | Acero inoxidable                  | No tiene           | No tiene | No tiene           |
| 5 Céntimos   | 1976 | Circular | Bronce de Aluminio                | No tiene           | No tiene | No tiene           |
| 10 Céntimos  | 1962 | Circular | Bronce de Aluminio                | No tiene           | No tiene | No tiene           |
| 20 Céntimos  | 1962 | Circular | Bronce de Aluminio                | No tiene           | No tiene | No tiene           |
| ½ Franco     | 1965 | Circular | Níquel                            | No tiene           | No tiene | No tiene           |
| 1 Franco     | 1960 | Circular | Níquel                            | No tiene           | No tiene | No tiene           |
| 2 Francos    | 1979 | Circular | Níquel                            | No tiene           | No tiene | No tiene           |
| 5 Francos    | 1971 | Circular | Níquel depositado en Cupro-Níquel | No tiene           | No tiene | No tiene           |
| 10 Francos   | 1989 | Circular | Véase adelante                    | Bronce de Aluminio | Níquel   | No tiene           |
| 20 Francos   | 1992 | Circular | Véase adelante                    | Bronce de Aluminio | Níquel   | Bronce de Aluminio |

En 1962 se emitieron monedas de 50 céntimos con un diseño único.
| Denominación | Emisión | Material           | Forma    |
| ------------ | ------- | ------------------ | -------- |
| 50 Céntimos  | 1962    | Bronce de Aluminio | Circular |

Las monedas de diez francos antes eran de un solo metal, luego se las reemplazó por monedas bimetálicas.
| Denominación | Emisión | Material         | Forma    |
| ------------ | ------- | ---------------- | -------- |
| 10 Francos   | 1975    | Bronce de Níquel | Circular |

## Billetes
Mónaco solo emitió papel moneda entre 1920 y 1921. Fueron impresos billetes de emergencia con valores de 25 y 50 céntimos y 1 franco.